# سوسافون
سوسافون یک ساز بادی از خانوادهٔ بادی‌های برنجی است.
سوسافون زیرمجموعهٔ توبا محسوب می‌شود که برای حمل راحت‌تر در اجراهای سرپا و مارش‌ها، به جای توبای ارکستر سمفونیک استفاده می‌گردد و ساختار خاصی دارد. این ساز، دور نوازنده را فرا می‌گیرد و دهانهٔ خروج صدای آن، بالای سر نوازنده و رو به جلو است.